# Emilio Salaber
Emilio Salaber (La Almolda, 16 febbraio 1937 – Nîmes, 2 ottobre 2018) è stato un calciatore spagnolo, di ruolo attaccante.

## Carriera
Con il Sedan ha vinto una Coppa di Francia nel 1961. Ha all'attivo 295 presenze in Division 1 e ha realizzato 63 gol.

## Palmarès

### Club

#### Competizioni nazionali
- Coppa di Francia: 1

Sedan: 1960-1961
- Coppa Charles Drago: 1

Nîmes: 1956